# Josephus Johannes Maria Sicking
Josephus Johannes Maria Sicking (Wormerveer, 14 mei 1863 – Wormerveer, 26 november 1903), ook bekend als J.J.M. Sicking, was een Nederlands organist, koorleider en ook enigszins componist.
Hij was zoon van venter/winkelier Johannes Frederikus Sicking en Catharina/Trijntje Al. Hijzelf was sinds 1887 getrouwd met Guurtruida/Geertruida Maria Fust. Zoon Frederikus Johannes (Frits) Sicking (1889-1980), leerling van zijn vader en Hubert Cuypers was eveneens organist en koorleider en stimulator van het culturele leven in de Zaanstreek.
Hij kreeg zijn opleiding in Amsterdam van Frans Coenen en Bernard Zweers. Hij keerde terug naar Wormerveer, was organist van de Rooms-Katholieke Onze-Lieve-Vrouw-Geboortekerk in Wormerveer. In en rond Zaandam was hij orkest- en koorleider, te noemen zijn orkest "Crescendo" uit Koog aan de Zaan, de koren "Concordia", "Door Eendracht Bloeijende" uit Wormerveer en "Zaanlands Mannenkoor". Hij luisterde het vijftigjarig bestaan in 1901 van Door Eendracht Bloeijende op met een uitvoering van Das Lied von der Glocke van Max Bruch. Solisten daarbij waren Anna Kapel, Julia Culp, Johan Rogmans en Jos Orelio.
Enige bekendheid verwierf hij met een aantal werken:
- Toch zal de lente komen (tekst Fredericus Hendrikus van Leent, 1830-1912) was in 1901 een verplicht werk tijdens een zangkwartetconcours en werd datzelfde jaar ook uitgevoerd in het Paleis voor Volksvlijt[1]
- Het lied eener moeder uit 1903, nog gedirigeerd vlak voor zijn overlijden.